# Miami Marlins
I Miami Marlins sono una franchigia professionistica di baseball con sede nella città di Miami (Florida), militante nella Major League Baseball dal 1993; sono membri della East Division della National League e giocano le proprie partite casalinghe allo stadio Loan Depot Park, impianto da 36.742 posti.
La franchigia, fondata nel 1990, iniziò a giocare nella Major League Baseball a partire dalla stagione 1993 con il nome di Florida Marlins; tuttavia, grazie ad un accordo tra la città di Miami e la Dade County, nel 2010 cambiò ufficialmente nome in Miami Marlins, adottando anche un nuovo logo e schema di colori. In precedenza giocava le proprie partite casalinghe allo stadio Sun Life Stadium, che condivideva con i Miami Dolphins della NFL.
I Miami Marlins sono una delle due sole squadre della Major League Baseball, insieme ai Toronto Blue Jays, ad aver vinto le World Series in entrambe le occasioni in cui vi si sono qualificati (1997 e 2003), sempre tramite la wild-card della National League.

## Storia
Il 7 marzo 1990, Wayne Huizenga annunciò di avere acquistato il 15% dei Miami Dolphins della National Football League e il 50% dello stadio della squadra. Mentre i Dolphins si trasferirono nel nuovo stadio a Miami, questi annunciò l'interesse di portare una squadra di baseball in Florida, dove la lega aveva annunciato l'intenzione di volersi espandere. Huizenga però si trovò a fronteggiare una concorrenza agguerrita: la città di Orlando reclamava una squadra per via del proprio turismo mentre Tampa Bay aveva il vantaggio di possedere uno stadio a Saint Petersburg (che successivamente avrebbe ottenuto i Tampa Bay Rays). Alla fine a spuntarla la città di Miami che diede il nome di Florida Marlins alla squadra, ispirato dal pesce omonimo.
La spesa per l'ingresso della squadra ammontò a 95 milioni di dollari. Per i loro primi 19 anni, i Marlins disputarono le partite casalinghe al Sun Life Stadium. Nel 2012 fu inaugurato il nuovo stadio situato nei pressi di Little Havana a Miami, il Marlins Park.
Nel 1997, gli sfavoriti Marlins stabilirono l'allora record raggiungendo le World Series al quinto anno di esistenza, coronando una stagione sorprendente in cui diventarono la prima wild card a conquistare il titolo. La decisiva gara 7 contro i Cleveland Indians si concluse agli extra inning con un singolo di Édgar Rentería.
Dopo il primo titolo, i Marlins non fecero più ritorno ai playoff fino al 2003, quando vinsero il loro secondo campionato, nuovamente come wild card. Dopo avere iniziato la stagione con un record di 16–22, la squadra licenziò il manager Jeff Torborg e assunse Jack McKeon, in pensione da due anni, con cui ebbe un record parziale di 75–49. Nella finale contro i New York Yankees, il club ebbe la meglio per quattro gare a due. MVP della serie fu premiato il lanciatore Josh Beckett che ottenne due vittorie, di cui una gara completa senza subire punti nella decisiva gara 6. Al 2017, questa rimane l'ultima apparizione ai playoff della squadra.
Il 28 settembre 2011, i Marlins presentarono il loro nuovo general manager, Ozzie Guillén, in coincidenza della loro ultima partita al Sun Life Stadium. L'11 novembre dello stesso il club mutò denominazione in Miami Marlins, annunciando un incremento del tetto salariale (da 60 a 105 milioni di dollari), un nuovo schema di colori e nuove uniformi. Grazie a tale incremento di denaro, la squadra nel mercato dei free agent si mostrò molto attiva, tentando di firmare stelle come Albert Pujols, C.J. Wilson e Ryan Madson. Il primo acquisto di alto profilo della società fu il closer Heath Bell, seguito da José Reyes dei New York Mets. Pujols optò invece per firmare con i Los Angeles Angels, così i Marlins virarono sul lanciatore dei Chicago White Sox Mark Buehrle.
I Marlins peraltro viceversa offrirono la possibilità di emergere dall’anonimato anche a giocatori “minori” che tuttavia vi raggiunsero notevoli risultati, come A.J. Ramos, che con la squadra militò tra il 2014 e il 2017, con prestazioni tali che gli valsero nel 2016 la selezione all’All-Star Game. Lo stesso Ramos, tra il 2010 e il 2012 quando militava in Minor League, era stato inoltre inserito per tre volte consecutive nella lista dei migliori prospetti dei Marlins (MiLB.com Organization All-Star).
Nel 2017, i Marlins cambiarono proprietà, passando da Jeffrey Loria a Bruce Sherman per un valore di 1,2 miliardi di dollari. Tra i soci di minoranza della nuova proprietà vi fu anche l'ex giocatore degli Yankees Derek Jeter, nominato presidente. In quella stagione, Giancarlo Stanton batté un record di franchigia di 59 fuoricampo, diventando il primo giocatore della storia del club ad essere premiato come MVP della National League.

## Loghi

Logo dal 1993 al 2010
Logo dal 2010 al 2016
Logo dal 2018

## Giocatori importanti

### Baseball Hall of Fame
Cinque membri dei Miami Marlins sono stati introdotti nella National Baseball Hall of Fame.
| Hall of Famer dei Miami Marlins |      |
| Giocatore                       | Anno |
| Andre Dawson                    | 2010 |
| Tony Pérez                      | 2000 |
| Mike Piazza                     | 2016 |
| Tim Raines                      | 2017 |
| Iván Rodríguez                  | 2017 |

### Numeri ritirati

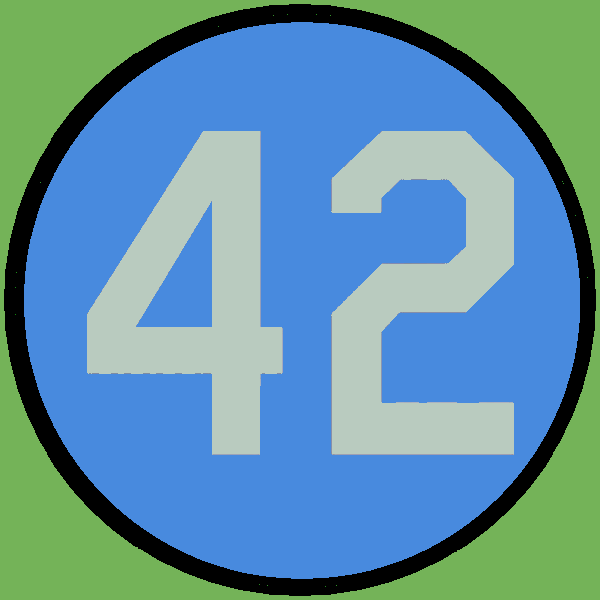
Jackie Robinson

## Affiliate
| Livello | Team                      | League          | Città                 |
| ------- | ------------------------- | --------------- | --------------------- |
| AAA     | Jacksonville Jumbo Shrimp | Triple-A East   | Jacksonville, Florida |
| AA      | Pensacola Blue Wahoos     | Double-A South  | Pensacola, Florida    |
| A+      | Beloit Snappers           | High-A Central  | Beloit, Wisconsin     |
| A-      | Jupiter Hammerheads       | Low-A Southeast | Jupiter, Florida      |